# Костел Благовіщення Пресвятої Богородиці (Тадані)
Костел Благовіщення Пресвятої Богородиці — розміщений у с. Тадані Львівського району Львівської області. Занесений до Реєстру пам'яток архітектури національного значення під охоронним номером 459.

## Історія
Перша документальна згадка про село і замок Тадані походить з 1440 року, а 1563 року поселення отримало міське право. На 1669 містечко платило найменші податки чопове і шеляжне з усіх міст Руського воєводства, а 1757 року було звільнене від усіх платежів. На XIX століття Тадані були власністю родини Бартманських.
Католицьку парафію заклали 29 червня 1610 року на день Святих Петра і Павла. На її утримання 1610 року відписали десятину з села Горпин. Чесник каменецький Станіслав Рогальський († 1668) записав на користь костелу доволі значні засоби, передані 1686 буським суддею Войцехом Коцом. До парафії крім Таданів належало село Горпин (1718), чи Деревляни, Спас. Спочатку парафія належала до деканату львівського, згодом буського (1765), глинянського (1843). Можливо, 1840 парафію тимчасово інкоропорували до парафії Кам'янки Струмилової.
Час спорудження першого костелу Свв. Петра і Павла у центрі містечка невідомий. На час візитації 1718 року у Таданях стояв невеликий костел з трьома вівтарями, хрестильницею, який через декілька років згорів. Власник Таданів, белзький хорунжий Йосиф Коц збудував новий костел, завершений до 1734, що засвідчує напис в інтер'єрі. Але при візитації 1741 року костел охарактеризували незавершеним. Тоді у нефі стояло три вівтарі — головний з образом Матері Божої, бічний св. Антонія і ще один незавершений бічний. Костел освятив 1766 року львівський латинський архиєпископ Вацлав Сераковський.
На час візитації 1821 року підвалини спорохнявіли, дах, крокви, підлога вимагали ремонту. Одна сторона костелу була стягнута дубовими балками з залізними тягами. Всередині було три сницарської роботи посріблені вівтарі. Головний з образом Матері Божої, покритим дерев'яною позолоченою шатою, бічні Св. Тадея і св. Теклі, проповідниця, хрестильниця, 9 образів на стінах, срібне літургічне начиння. Багато дрібних деталей вівтарів, конфесіоналів, спорядження вимагало направи. на огородженій парканом території стояла крита драницями каркасна дзвіниця. На 1828 стан костелу в основному залишався без змін.
Інтер'єр костелу розписали 1838 року, дахи покрили 1936 року бляхою, але через два роки писали про пошкодження спорядження і стін костелу сирістю. Костел пережив другу світову війну і пробощ Ян Кутовський передав більшість літургійних речей до костелу Внебовзяття Пресвятої Діви Марії у Кам'янці Струмиловій, ключі залишив пароху церкви Дерніва і з найціннішими речами виїхав 30 квітня 1944 року до Польщі. В СРСР закритий костел перетворили на колгоспний склад, переробний пункт льону.
У липні 1992 року костел передали вірним РКЦ і 23 вересня він був освячений. Костел обслуговують священники з Кам'янки-Бузької, проводячи богослужіння декілька разів впродовж року.

## Костел
Костел має зрубну конструкцію на цегляному підмурівку, покриту зовні вертикальною лиштвою. Лише передсіння має каркасну будову. Двопрясловий неф замикається вужчим коротшим пресбітерієм з тригранною апсидою. З півночі прибудовано прямокутне захристя. Зовні неф посилено брусами з залізними тягами. Стеля імітує бочарне склепіння. На арці пресбітерія розміщено зображення Розіп'ятого Ісуса і напис «Iesus Nazarenys 1734 Rex Iudaeorum». Музичні хори з дощатим парапетом оперті на два стовпи. Підлога складена з дощок. Двосхилий дах над нефом увінчаний сиґнатуркою.
Інтер'єр вкритий 1838 року розписами переважно імітацією мармуру, рокайлевими узорами, ліліями. Обрамлення вівтаря має вигляд підтримуваного ангелами покрову, під яким зображено Матір Божу Непорочну з написом. У нефі зображено погруддя св. Яна Непомуцена у медальйоні.
Костел у Тадані поряд з костелом у Станіславчику є чи не єдиними збереженими дерев'яними костелами XVII—XVIII століть на теренах України і доволі цінними прикладами сакрального будівництва, оскільки у XIX—XX століттях більшість з них була замінена мурованими спорудами. Не менш цікавим є зображення Матері Божої Непорочної, створеного на основі медальйону, який випускали за згодою архієпископа Парижу 1832 року на згадку видіння св. Катерини Лябур. Це один з перших прикладів використання зображення медальйону, схваленого папою Левом XIII лише 1894 року.

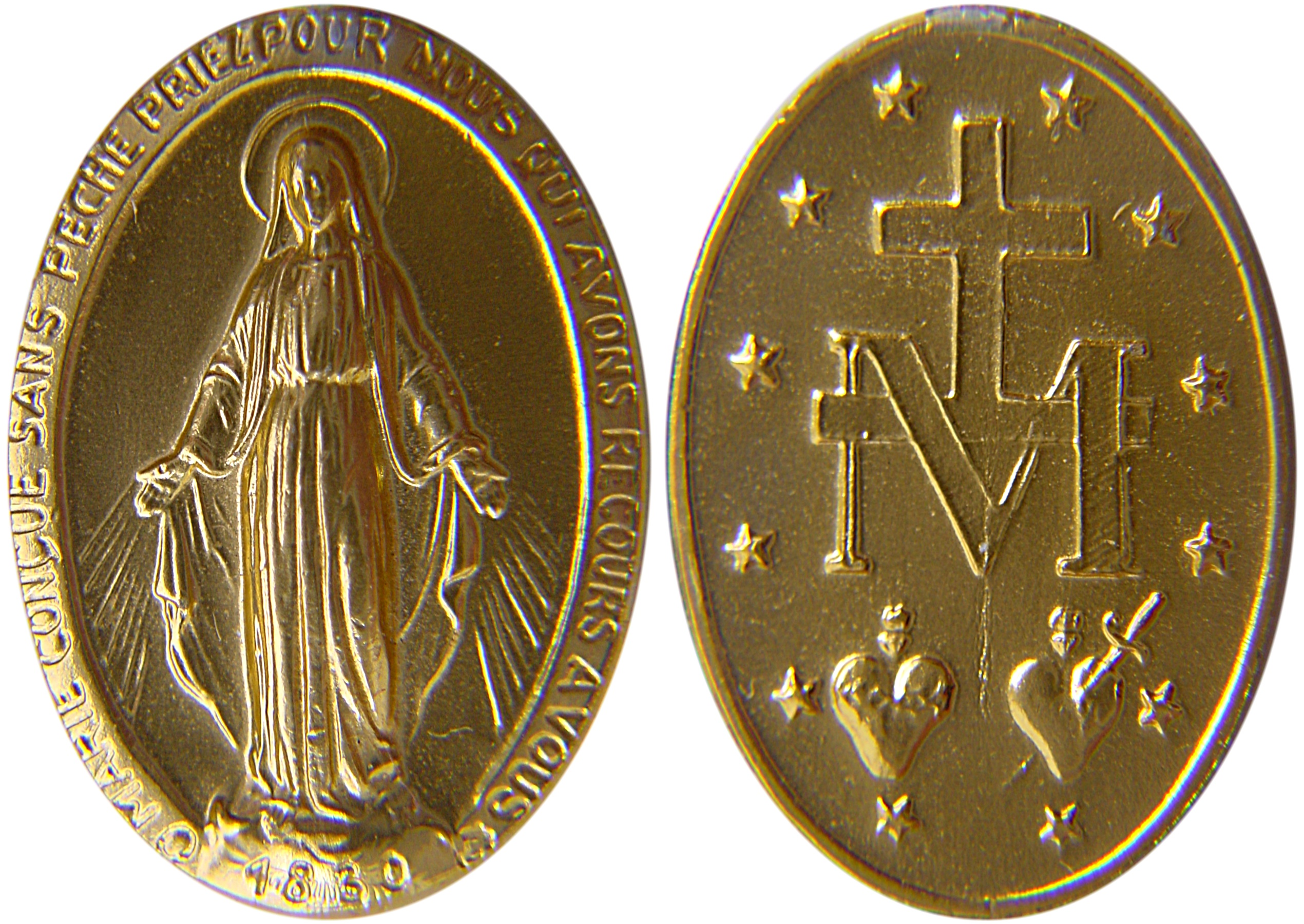
Марійський медальйон. 1830